# Zita Johann
Zita Johann (nacida Elizabeth Johann) (14 de julio de 1904 – 24 de septiembre de 1993) fue una actriz austroestadounidense. Es mejor conocida por su papel en la película de Karl Freund The Mummy (1932) protagonizada por Boris Karloff.

## Primeros años
Johann nació el 14 de julio de 1904 en Temesvar, Imperio austrohúngaro, de lo que es ahora Timisoara, Distrito de Timiș, Rumania.[cita requerida]
Una suabo del Banat de habla alemana, Zita Johann nació en el pueblo de Deutschbentschek (cerca de Timișoara) en el Imperio austrohúngaro. El pueblo pertenece ahora a Rumanía. Johann abandonó su hogar y se trasladó a Estados Unidos cuando tenía unos 7 años. Su padre, un oficial de húsares llamado Stefan Johann, emigró con su familia a Estados Unidos en 1911.
En el instituto empezó a actuar en obras escolares. Más tarde, actuó con la Theatre Guild Repertory Company en producciones itinerantes de Peer Gynt, The Devil's Disciple y He Who Gets Slapped.

## Carrera
Johann debutó en Broadway en 1924. Rechazó el papel protagonista en la versión teatral de Universal de 1929 de Show Boat, para poder protagonizar la obra Machinal, con un joven Clark Gable.
Posteriormente firmó un contrato con MGM para actuar en películas. Su contrato era único en aquella época, ya que incluía una cláusula de aprobación de guiones, lo que indicaba hasta qué punto el estudio quería contratarla. Se aprovechó al máximo de la cláusula y rechazó la mayoría de los guiones que le ofrecieron. Se dice que una vez preguntó a Irving Thalberg por qué hacía películas tan horribles. Unos seis meses después, pidió que la liberaran de su contrato.
Johann hizo su primera aparición en el cine en la película de D.W. Griffith The Struggle (1931). Johann había sido una gran admiradora de Griffith y estaba encantada de protagonizar la película, inspirada en parte en su propia lucha contra el alcoholismo. La película no fue un éxito.
Sin embargo, al año siguiente protagonizó su película más famosa, The Mummy (1932), con Boris Karloff. Parecía un papel perfecto para ella por sus creencias en la reencarnación y el misticismo, pero el director, Karl Freund, se mostró hostil con ella en el rodaje. La obligó a rodar una escena (posteriormente eliminada) sin protección frente a los leones e intentó que filmara una escena semidesnuda. Johann afirmó que Freund la utilizó como chivo expiatorio en caso de que su debut como director no tuviera éxito.
Johann siguió rodando otras películas y también fue conocida por sus interpretaciones en The Sin of Nora Moran (1933) y Luxury Liner (1933). Ninguna tuvo tanto éxito como The Mummy.
Sin embargo, su gran amor era el teatro y no le gustaba Hollywood. Se sentía explotada por los magnates de los estudios, que consideraban a los actores una mercancía, y no le gustaba estar delante de las cámaras, que suponían una barrera entre ella y el público. Por el contrario, en el teatro tenía más tiempo para ensayar, se sentía menos apurada y estaba menos agotada al final del día. En su obituario del New York Post de 1993, se la citaba diciendo: "Odiaba Hollywood. No era más que una fábrica de personalidades y sexo. No les interesaba actuar." En su obituario de The Independent, se la citaba describiendo el deshumanizador sistema de Hollywood: "Los magnates creaban estrellas y las vendían al público, como un tendero vende una lata de tomates de 39 céntimos a sus clientes."
Cuando el estudio intentó hacerla aparecer en Thirteen Women, que ella consideraba un melodrama chabacano, Johann pidió a RKP que la liberara de su contrato.[cita requerida] Después de siete películas, lo dejó para volver a trabajar en teatro, colaborando con John Houseman, con quien estaba casada por entonces, y con Orson Welles. Desde la década de 1920 hasta principios de la de 1940, Johann apareció en varias producciones de Broadway, entre ellas: "Dawn" (1924) en el Sam H. Harris Theatre, "The Goat Song" (1926) en The Theatre Guild, "Machinal" (1928) en el Plymouth Theatre, “Troyka” (1930) en el Hudson Theatre, "Uncle Vanya" (1930) en el Teatro Booth, "Tomorrow and Tomorrow" (1931) en el Henry Miller's Theatre, "Seven Keys To Baldpate" (1935) en el National Theatre, "The Burning Deck" (1940) en el Maxine Elliott's Theatre y "Broken Journey" (1942) en el Henry Miller's Theatre.
Además de actriz, Johann también fue escritora. Escribió obras de teatro y guiones cinematográficos bajo los seudónimos de Joan Wolfe y Elizabeth Yorke. Bajo el seudónimo de Joan Wolfe, escribió los guiones Emily's Week y The Raw Deal.
Posteriormente, Johann dedicó mucho tiempo al trabajo comunitario e impartió clases de interpretación para niños en su casa. En los años setenta, rodó un programa llamado Zita and Her Friends, cuyo objetivo era ayudar a padres e hijos a comunicarse mejor y a establecer relaciones más sólidas. También enseñó interpretación a personas con trastornos de aprendizaje.
En 1962, fue artista invitada en el Elmwood Playhouse de Nyack, Nueva York, donde dirigió Don Juan In Hell.
Su última aparición en el cine fue en Raiders of the Living Dead, de 1986.

## Vida personal
Johann era una persona espiritual que rezaba antes de cada representación.[cita requerida] En un acto que recordaba a los oradores romanos antes de los discursos políticos, invocaba a los espíritus de las personas que iba a representar para pedirles que inspiraran su obra. Johann se describía a sí misma como una "mística" y afirmaba haber levitado. Describía su proceso antes de una obra: "Para mí, el teatro estaba relacionado con el espíritu. Antes de cada representación me sentaba sola en mi camerino, rezaba mis oraciones, moría a mí misma y me convertía en mi personaje."
Johann se casó tres veces. Se casó con John Houseman el 5 de octubre de 1929. Houseman (de nacimiento Jacques Haussmann) había nacido en Bucarest, a unas 300 millas de donde había nacido Johann. Cuando la pareja se casó, Houseman era comerciante de grano, como su padre, pero su carrera empresarial quedó aniquilada por el crac de Wall Street pocas semanas después de la boda. Fue idea de Johann que Houseman se reinventara como actor, siguiendo sus pasos en el teatro.[cita requerida] Durante su carrera cinematográfica, vivieron en Malibú, donde Johann disfrutaba pintando, leyendo y tocando el violín. La pareja se divorció en México el 13 de septiembre de 1933.
Johann salió brevemente con John Huston. En febrero de 1933 sufrió lesiones tras un accidente de coche en el que él conducía borracho. Johann atravesó el parabrisas del coche de Huston. Poco más de seis meses después, Huston sufrió otro accidente de coche en el que murió la bailarina Tosca Roulien.[cita requerida]
Tras un noviazgo de sólo siete días, Johann se casó con el productor de cine retirado John McCormick el 9 de julio de 1935, quien resultó ser controlador y alcohólico. Se divorciaron el 18 de agosto de 1938.[cita requerida]
Durante la Segunda Guerra Mundial, Johann recaudó dinero para organizaciones benéficas relacionadas con la guerra y organizó actuaciones para los soldados estadounidenses.[cita requerida] En su tercera boda recaudó dinero para los huérfanos de guerra finlandeses.
Para su tercer matrimonio, Johann quería encontrar a alguien que estuviera completamente fuera de la industria, así que se casó con Bernard Shedd (Schetnitz), un economista y editor. La relación comenzó cuando él estaba en el ejército y destinado en California. Después del matrimonio, ella descubrió que él no tenía mucho dinero y no estaba motivado para contribuir mucho a su matrimonio. Se casaron el 18 de abril de 1941 y se divorciaron en los años 50.[cita requerida]
Durante su matrimonio con Shedd, Johann regresó a Nueva York y compró una casa en el condado de Rockland, que forma parte del área metropolitana de Nueva York, donde vivió durante décadas. Nunca volvió a casarse ni tuvo hijos, pero dedicó su vida a la comunidad y a la caridad.
Johann murió de neumonía en un hospital de Nyack, Nueva York, el 24 de septiembre de 1993, a la edad de 89 años. Fue incinerada y sus cenizas se esparcieron en un arroyo de una granja familiar del Upstate New York.

## Créditos teatrales

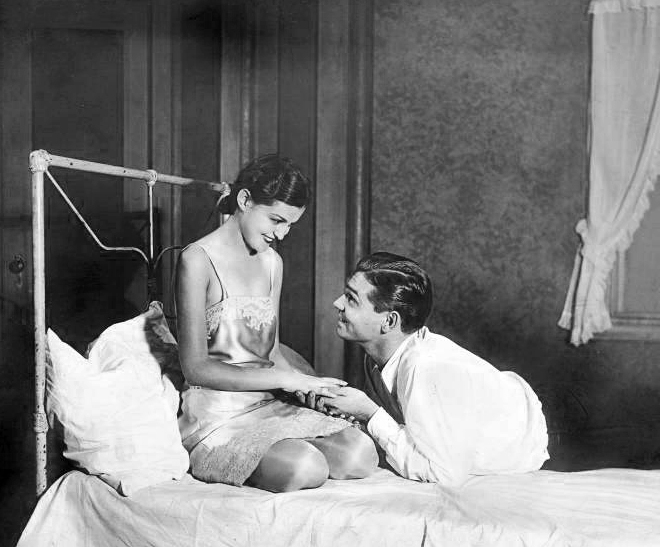
Zita Johann y Clark Gable en Machinal (1928)

| Fecha                                     | Título                 | Papel                    | Notas                              |
| ----------------------------------------- | ---------------------- | ------------------------ | ---------------------------------- |
| 14 de abril – junio de 1924               | Man and the Masses     | Primera mujer prisionera | Garrick Theatre, Nueva York        |
| 24 de noviembre de 1924 – enero de 1925   | Dawn                   | Judith                   | Sam H. Harris Theatre, Nueva York  |
| 18 de junio – 29 de noviembre de 1925     | Grand Street Follies   | Intérprete               | Neighborhood Playhouse, Nueva York |
| 25 de enero – marzo de 1926               | The Goat Song          | Kruna                    | Guild Theatre, Nueva York          |
| 7 de septiembre – 24 de noviembre de 1928 | Machinal               | Una mujer joven          | Plymouth Theatre, Nueva York       |
| 1–1 de abril de 1930                      | Troyka                 | Natascha                 | Hudson Theatre, Nueva York         |
| 22 de septiembre – octubre de 1930        | Uncle Vanya            | Sofya Alexandrovna       | Booth Theatre, Nueva York          |
| 13 de enero – julio de 1931               | Tomorrow and Tomorrow  | Eve Redman               | Henry Miller's Theatre, Nueva York |
| 14–16 de marzo de 1935                    | Panic                  | Ione                     | Imperial Theatre, Nueva York: 159  |
| 27 de mayo – junio de 1935                | Seven Keys to Baldpate | Mary Norton              | National Theatre, Nueva York       |
| 1–2 de marzo de 1940                      | The Burning Deck       | Nina Brandt              | Maxine Elliott Theatre, Nueva York |
| 23 de junio – julio de 1942               | Broken Journey         | Rachel Thatcher Arlen    | Henry Miller's Theatre, Nueva York |

## Filmografía

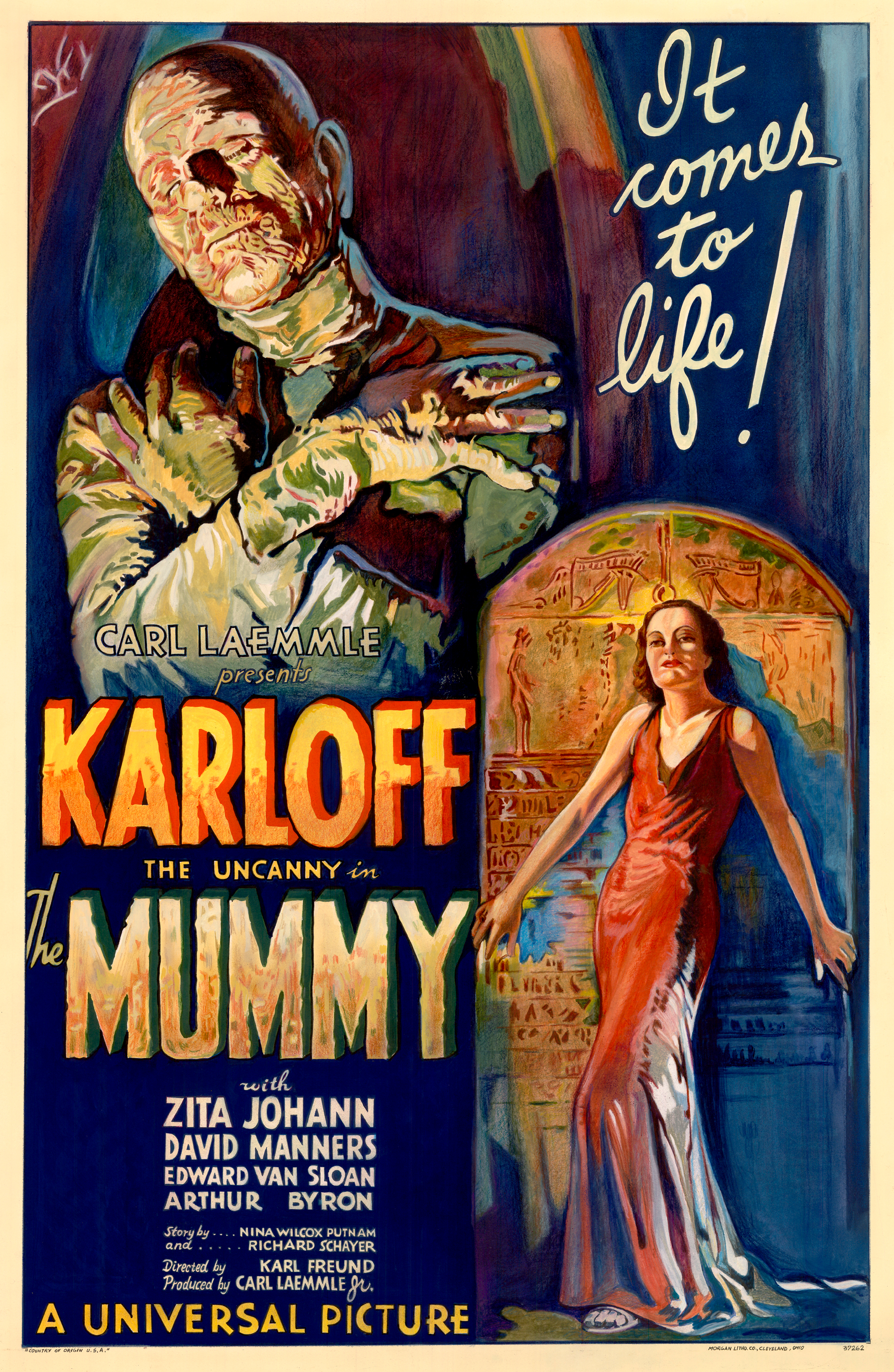
Cartel de The Mummy (1932)

| Año  | Título                         | Papel                                 | Notas  |
| ---- | ------------------------------ | ------------------------------------- | ------ |
| 1931 | The Struggle                   | Florrie Wilson                        | [ 11 ] |
| 1932 | Tiger Shark                    | Quita Silva                           | [ 11 ] |
| 1932 | The Mummy                      | Helen Grosvenor                       | [ 12 ] |
| 1933 | Luxury Liner                   | Miss Morgan                           | [ 12 ] |
| 1933 | The Man Who Dared              | Teena Pavelic                         | [ 12 ] |
| 1933 | The Sin of Nora Moran          | Nora Moran                            | [ 12 ] |
| 1934 | Grand Canary                   | Suzan Tranter                         | [ 12 ] |
| 1986 | Raiders of the Living Dead     | Bibliotecaria                         | [ 11 ] |
| 1993 | D. W. Griffith: Father of Film | Participante en pantalla (documental) | [ 11 ] |